# Метрополитен Пуны
Метрополитен Пуны (маратхи पुणे मेट्रो, англ. Pune Metro) — действующий метрополитен в индийском городе Пуна, штат Махараштра. 

## История
Строительство первой и второй линий и  началось в декабре 2019 года. Планировалось завершить их строительство в 2021 году.  Открыт 6 марта 2022 года, участками 1 и 2 линии по пять станций.
1 августа 2023 года открыты продления 1 и 2 линии, ещё 13 км.

## Линии
| Линия        | Дата открытия | Терминалы        | Терминалы | Длина (км) | Количество станций | Строится компанией | Обслуживается компанией |
| ------------ | ------------- | ---------------- | --------- | ---------- | ------------------ | ------------------ | ----------------------- |
| Фиолетовая   | 2022          | PCMC Bhavan      | Swargate  | 16.59      | 14                 | MahaMetro          | MahaMetro               |
| Аква         | 2022          | Vanaz            | Ramwadi   | 16.6       | 16                 | MahaMetro          | MahaMetro               |
| Третья линия | 2023          | Civil Court Pune | Hinjawadi | 23.33      | 23                 | PMRDA              | TBD                     |
|              |               |                  |           | 54.58      | 53                 |                    |                         |

### Фиолетовая линия
Линия длиной 16,59 километров насчитывает девять надземных станций и пять подземных. Она пройдёт через Нашик-Пхата, Хадки и Шиваджинагар.

### Линия Аква
Линия Аква будет проходить от Рамвади до Ваназа через Мангалвар Пет и Декан Гимхана.  Эта линия — надземная, длиной 14,66 км и будет насчитывать 16 станций.

### Третья линия
Проходит полностью на эстакадах, длиной 23,3 километра, насчитывает 23 станции.